# Tunstall (Norfolk)
Tunstall is een klein gehucht in het Engelse graafschap Norfolk met in 1931 94 inwoners. De plaats was tot 1935 een zelfstandige civil parish maar valt sindsdien onder Halvergate. Tunstall komt in het Domesday Book (1086) voor als 'Tunestalla'/'Tunestalle'. In Tunstall bevindt zich de ruïne van een aan Petrus en Paulus gewijde kerk, alsmede (ongeveer 1,5 km naar het noordoosten) een poldermolen. Beide gebouwen zijn beschermde monumenten (Grade II*).
Samen met Halvergate en Wickhampton lag Tunstall in de 18e eeuw op een soort 'eiland' in het omringende veenmoeras.
Door het plaatsje loopt de Weavers' Way, een langeafstandswandelpad door Norfolk waarvan de naam herinnert aan de textielnijverheid die hier ooit een belangrijke economische factor was.

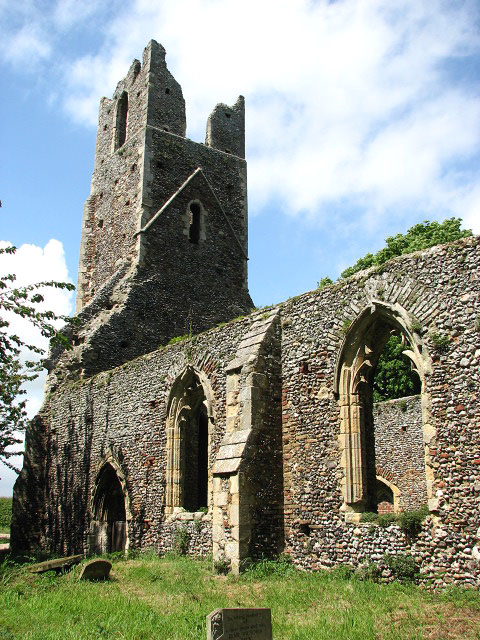
Ruïne van de Petrus-en-Pauluskerk
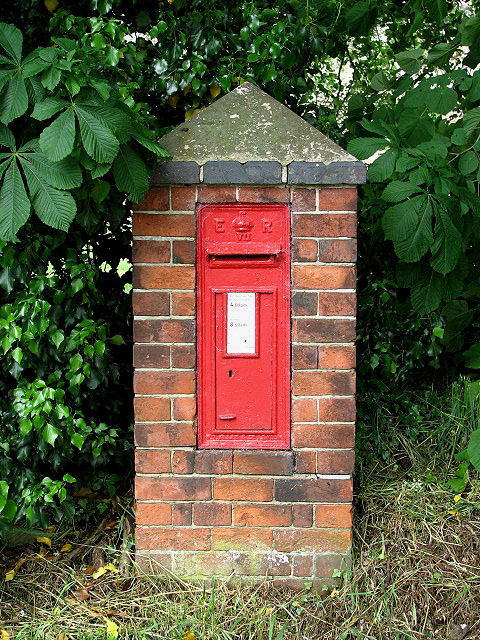
Antieke brievenbus uit de tijd van Eduard VII van het Verenigd Koninkrijk
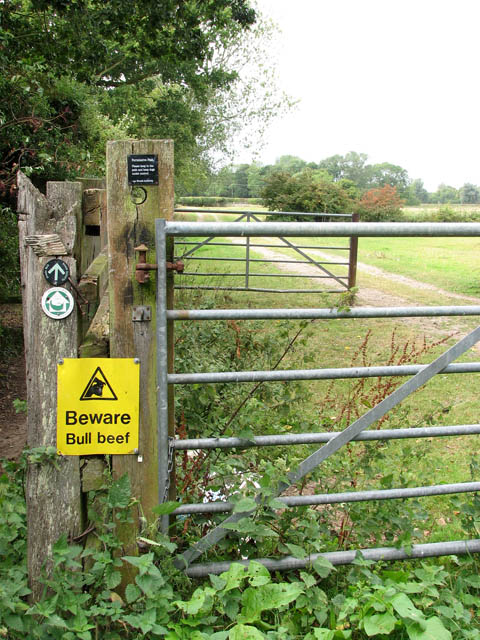
De Weavers' Way loopt dwars door het veld
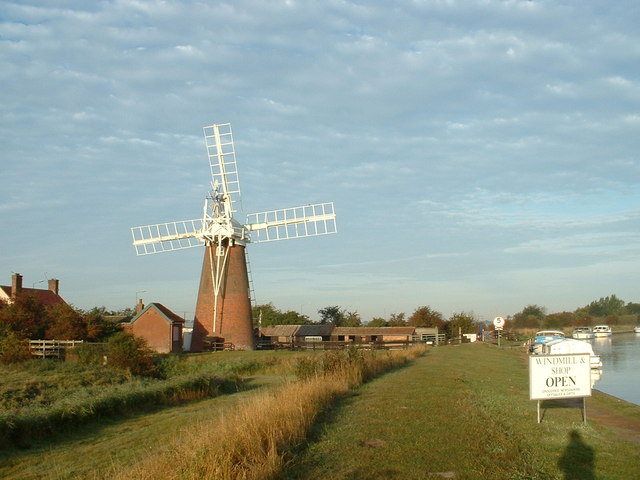
De Stracey Arms Windpump was een van de poldermolens die het veengebied rondom Tunstall droogmaakten.